# Павло IV
Павло IV (в миру Джованні Петро Карафа (італ. Giovanni Pietro Carafa); 28 червня 1476 — 18 серпня 1559) — Папа Римський від 23 травня 1555 року.

## Біографія
Народився 28 червня 1476 в Неаполі. Після завершення теологічної освіти поступив на службу при папському дворі. Юлій II призначив його єпископом К'єті, а Лев Х послав Карафу в Англію як свого легата. В 1515 році він став апостольським нунцієм при іспанському дворі. Повернувся до Риму з папою Адріаном VI у 1522 році, за якого став очільником руху контрреформації.
За понтифіка Павла III отримав посаду Великого інквізитора в нагороду за допомогу в підготовці нової Конституції Священної римської інквізиції. Як інквізитор став відомий своєю жорстокістю. Йому належать такі слова: «Якби мій власний батько впав у щонайменшу єресь, власноруч зібрав би дрова на вогнище для нього».
Ставши Папою, правив дуже жорстоко, схвалював суворі вироки інквізиції, був деспотом, якого ненавидів увесь Рим. Закликав до строгого дотримання моральних норм — жінкам забороняв носити сукні з глибокими декольте, і накладав суворі покарання на священників, що не дотримувались целібату.
Після його смерті розгніваний народ Рима намагався перешкодити його похоронам і навіть розбив його статую в Римі. Могила Павла IV знаходиться у римській Базиліці Санта Марія сопра Мінерва (італ. Santa Maria sopra Minerva).